# Pawel Petrowitsch Wjasemski

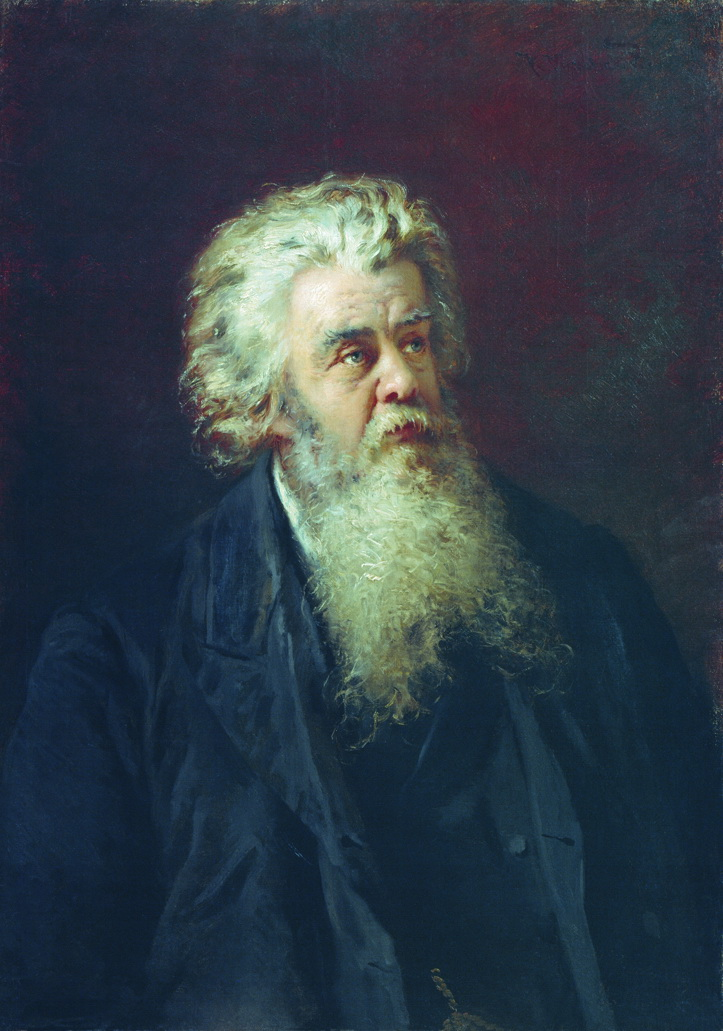
Pawel Petrowitsch Wjasemski

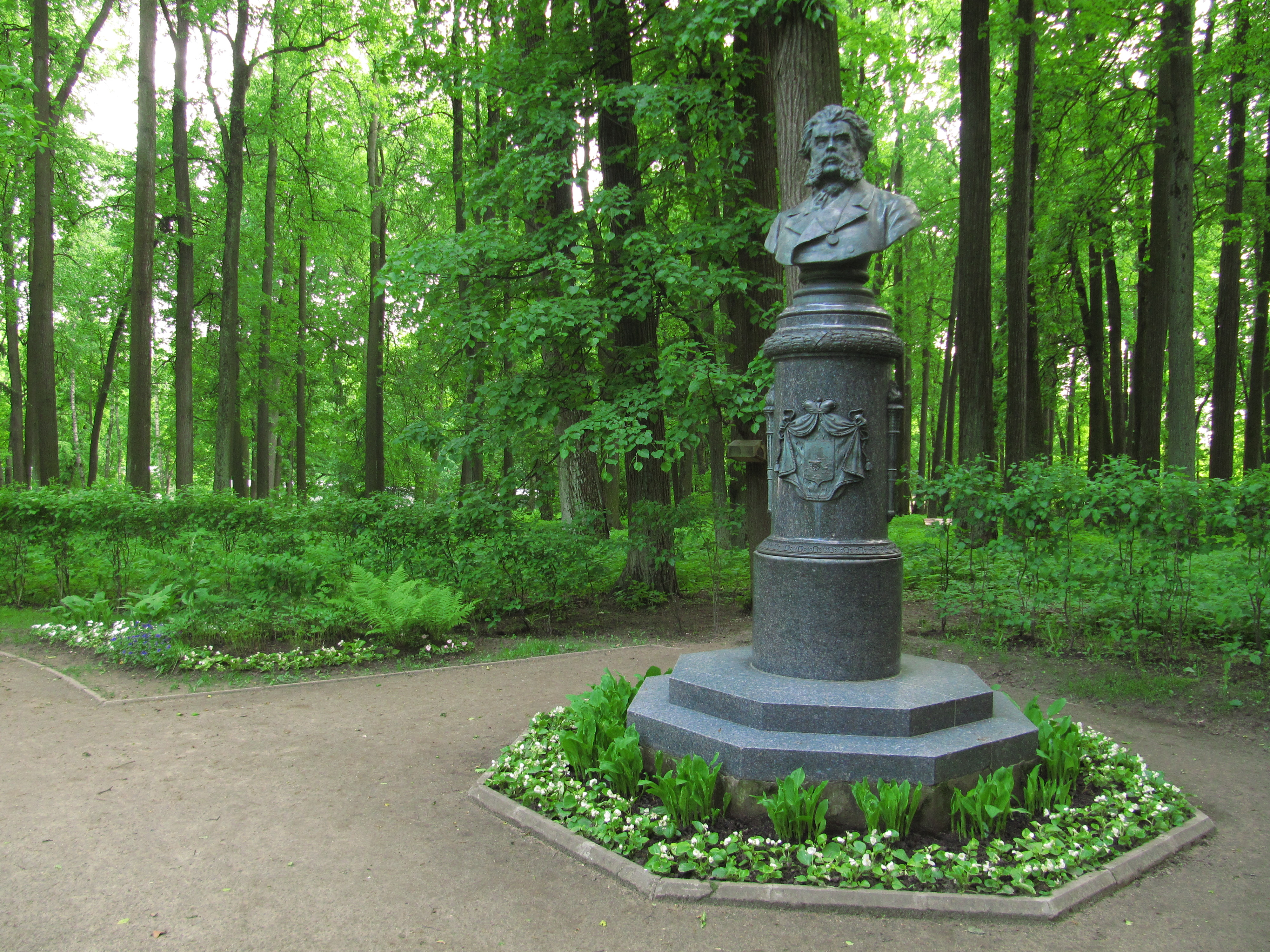
Denkmal

Fürst Pawel Petrowitsch Wjasemski (russisch Павел Петрович Вяземский) (* 15. Juni 1820 in Warschau; † 10. Juli 1888 in Sankt Petersburg) war ein russischer Politiker, Diplomat, Schriftsteller und Historiker.

## Leben
Er war Angehöriger der russischen Hocharistokratie, aus der Ruikiden-Dynastie Wjasemski. Seine Eltern waren der russische Schriftsteller Pjotr Andrejewitsch Wjasemski und Wera Fjodorowna Wjasemskaja geb. Gagarina, aus der Rurikiden-Dynastie Gagarin. Seine Schwester war die Frau des russischen Innenministers Pjotr Alexandrowitsch Walujew. Wie seine Eltern war er eng mit Alexander Sergejewitsch Puschkin befreundet, der oft auf dem Landsitz der Familie bei Ostafjewo in der Nähe von Moskau zu Gast war.
Nach dem Besuch der Staatlichen Universität St. Petersburg trat er in den diplomatischen Dienst, wechselte später in das Innenministerium und wurde Kammerherr und Senator. Pawel Petrowitsch Wjasemski besaß eine beachtliche Kunstsammlung. Seit 1861 gehörte ihm das Gutshaus bei Ostafjewo. 1868 veröffentlichte er das Werk „Zur Politik Friedrichs des Großen von 1763 bis 1775“. 1877 gründete er in Sankt Petersburg die „Gesellschaft der Liebhaber antiker Schriften“ die er bis zuletzt vorstand. Pawel Petrowitsch Wjasemski starb am 10. Juli 1888 in Sankt Petersburg und wurde im Alexander-Newski-Kloster beigesetzt.

## Familie
Pawel Petrowitsch Wjasemski war mit Marija Arkadjewna Wjasemskaja (1819–1889) verheiratet. Seine Kinder waren:
- Jekaterina Pawlowna Scheremetewa (1849–1929), ⚭ Sergei Dmitrijewitsch Scheremetew
- Alexandra Pawlowna Sipjagina (1851–1929), ⚭ Dmitri Sergejewitsch Sipjagin
- Pjotr Pawlowitsch Wjasemski (1854–1931)